# فهرست شخصیت‌های غیرهمیشگی مجموعه ساوت پارک

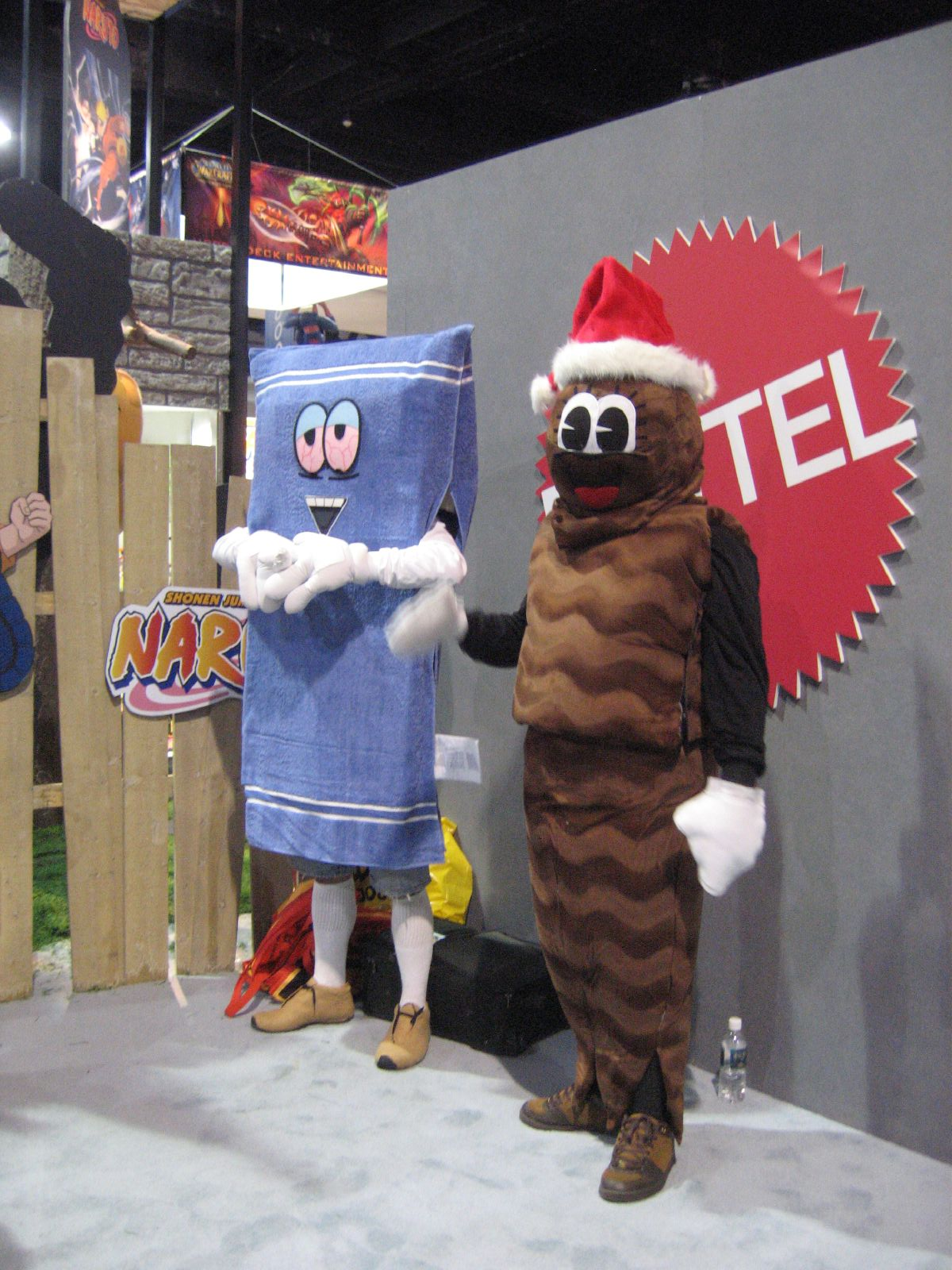
از راست: مستر هنکی و تاولی در کامیک کنفرانس سال ۲۰۰۷

فهرست زیر از شخصیت‌هایی است که در بیشتر قسمت‌های مجموعه تلویزیونی ساوت پارک، به‌طور غیر دائم دیده می‌شوند.

## مستر هنکی
مستر هنکی شخصیتی کار تونی در مجموعه تلویزیونی ساوت پارک که گونه‌ای سخنگو از مدفوع است.

شخصیت مستر هنکی نوعی قهرمان مثبت است که قدرت‌های خاصی دارد و بیشتر این قدرت‌ها با فاضلاب و مدفوع انجام می‌گیرد.

فلسفه وجودی این شخصیت به گونه‌ای است که اگر فرد به اندازه کافی فیبر در غذای خود بخورد، مستر هنکی برای دادن هدیه به او می‌آید.

### بوجود آمدن
شخصیت هنکی بعد از اختلاف بین ادیان مختلف در قسمت ۹ فصل ۱ ساوت پارک، ایجاد شد.

بو جود آمدن این شخصیت به گونه‌ای بود که مردم شروع به حذف شخصیت‌ها ونمادهایی که دوست نداشتند از کریسمس کردند و کایل برافلاسکی پیشنهاد داد که شخصیت مستر هنکی به عنوان شخصیتی که هیچ کس بر آن اختلاف ندارد، انتخاب شود.

### حضور
مستر هنکی در قسمت‌های مختلفی ظاهر می‌شود و به بابا نوئل و بچه‌ها کمک می‌کند.

### خانواده
مستر هنکی با همسر و سه فرزند خود، سیمون، انبر و کورن والیس در فاضلاب زندگی می‌کند.

## آفیسر باربریدی
شخصیت کارتونی مجموعه تلویزیونی ساوت پارک است که با صدای تری پارکر به نمایش درمی آید.

آفسیر باربریدی، پلیس گشت شهر ساوت پارک است و در فصل‌های ابتدایی نقش پر رنگ تری دارد اما رفته رفته و با نمایش اداره پلیس شهر ساوت پارک و کاراگاه‌های آن، نقش او کم رنگ تر می‌شود.

در قسمت ۳ فصل ۲، مشخص می‌شود که باربریدی بیسواد است و توان خواندن و نوشتن ندارد، و به دلیل ناتوانی هربرت گریسون(معلم مدرسه) در آموزش، بچه‌ها به او خواندن و نوشتن می‌آموزند.

### شخصیت
باربریدی در طول این سریال شخصیتی کودن دارد که حتی از قانون هم اطلاع خاصی ندارد.

## تاولی
تاولی شخصیت کارتونی در سریال ساوت پارک است.

### نحوه بوجود آمدن
تاولی در آزمایشگاهی توسط فضایی‌ها و توسط شخص زایتار طراحی شده‌است تا به عنوان یک حوله هوشمند، انسان‌ها را به قدری خشک کند تا بمیرند ولی در قسمت ۸ فصل ۵، فضایی‌ها کشته می‌شوند و وی آزاد می‌شود.

### شخصیت
تاولی به مواد مخدر معتاد است و کودکان را به مصرف مواد مخدر دعوت می‌کند و بدون مصرف مواد نمی‌تواند فکر کند و وقتی هم که فکر می‌کند به دردسر می‌افتد.

تاولی از حوله بودن خود زیاد راضی نیست و وقتی انسان‌ها به او می‌گویند که تو یک حوله هستی، به او بر خورده و پاسخ می‌دهد که خودت حوله‌ای.

### دکتر آلفونسو مفیستو و کوین

دکتر مفیستو سمت راست و کوین سمت چپ

مفیستو دانشمند دیوانه‌ای که تخصصش در مهندسی ژنتیک است. وی تخصصش را بیشتر در تولید کپل برای حیوانات به کار می‌برد او حتی یکبار می‌خواست به خاطر ایجاد لاک‌پشت با هفت کپل جایزه نوبل دریافت کند و معمولاً اختراعاتی دارد که کاربردی ندارند و کوین، نیز موجود عجیبی است که همواره به دنبال مفیستو است و به او کمک می‌کند و احتمالاً مفیستو او را در آزمایشگاه ایجاد کرده.

## باب زشت
باب زشت شخصیتی کارتونی و کانادایی است که در ظاهر با بقیه کانادایی‌ها تفاوتی ندارد و بدنی زاویه دار دارد ولی کانادایی‌ها تصور می‌کنند او به شکل غیرقابل پذیرشی زشت است. خصوصیات اخلاقی این شخصیت بیشتر مثبت است و فردی منطقی و وطن پرست به تصویر کشیده می‌شود.

## شهردار مک دانیل
{{شهردار شهر ساوت پارک که به عنوان فردی لزبين شناخته شده است 
تری پارکر و مت استون ابتدا قرار بود که او را با شخصیتی پیچیده و مغرور بکشند اما ظاهرا شخصیتش را تغییر دادند 
شخصیت:
شهردار مک دانیل بسیار باهوش تر و عادل تر از زنان ديگر ساوت پارک است

## مستر کیتی
گربهٔ خانگی خانواده کارتمن است که  نقش مهمی ندارد.
اریک همیشه او را با جملهٔ {نه کیتی. تو یه گربهٔ بد هستی. }یا{نه کیتی.این برای منه. }از خود می‌راند.

## ند گربلانسکی
{{دوست و همکار نزدیک جیمبو کارن (برادر خوانده رندی مارش و دایی استن مارش) که همراه وی به شکار غیر قانونی و فروش اسلحه می پردازد وی در جنگ ویتنام یک دستش را از دست داده و صدایش هم با جعبه صدا تولید می شود

## اسکات
اسکات جزو شخصیت‌های کانادایی است. او همواره از ترنس و فیلیپ به خاطر کارهایشان و شوخی هایشان تنفر دارد و همیشه در حال ایجاد مشکلات برای آنهاست. در قسمت 15 فصل 7 نشان داده می‌شود که اسکات از آمریکایی‌ها نیز تنفر دارد و برای همین برای آن‌ها نیز مشکل ایجاد می‌کند.برای همین همیشه به او اسکات #### می‌گویند.

## اسپارکی
سگ مورد علاقهٔ استن است. در قسمت 4 فصل اول اسپارکی را همجنسگرا و گی معرفی میکنند که استن سعی در از بین بردن این خصوصیت او دارد.